# Музей науки та промисловості (Тампа)
Музей науки та промисловості (англ. The Museum of Science & Industry, MOSI) — це неприбутковий науковий музей, розміщений у місті Тампа, що в штаті Флорида, (США). Він заснований як громадський заклад та навчальний ресурс, призначений для пропаганди суспільного зацікавлення до знань і розуміння науки, промисловості та технологій. Основна ідеологія музею полягає в тому, щоб зробити науку реальною для людей різного віку та походження.
Музей фінансується за рахунок приватних пожертв, корпоративних спонсорів та підтримки округу Гіллсборо та міста Тампа.

## Навчальні програми і табори
Музей пропонує навчальні програми для всіх вікових категорій — від дошкільнят до дорослих.

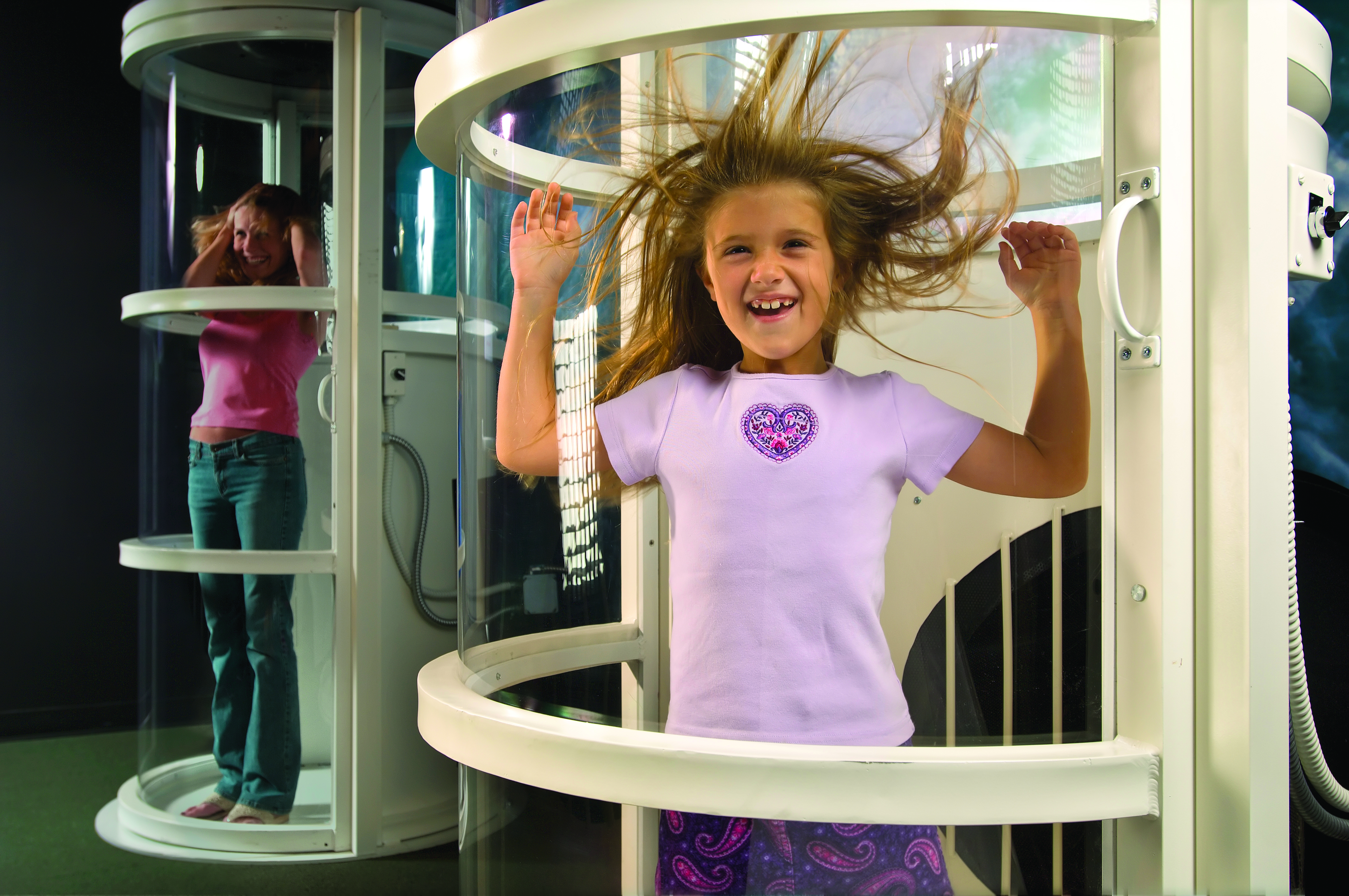

Наукові табори організовуються музеєм під час зимових і літніх канікул (з червня по серпень). Тематика таборів дуже різноманітна, від пірнання з аквалангом до відеоігор з розкриття злочинів за допомогою ДНК. Підлітки можуть вивчати мистецтво, технології, математику, інженерію або науку.

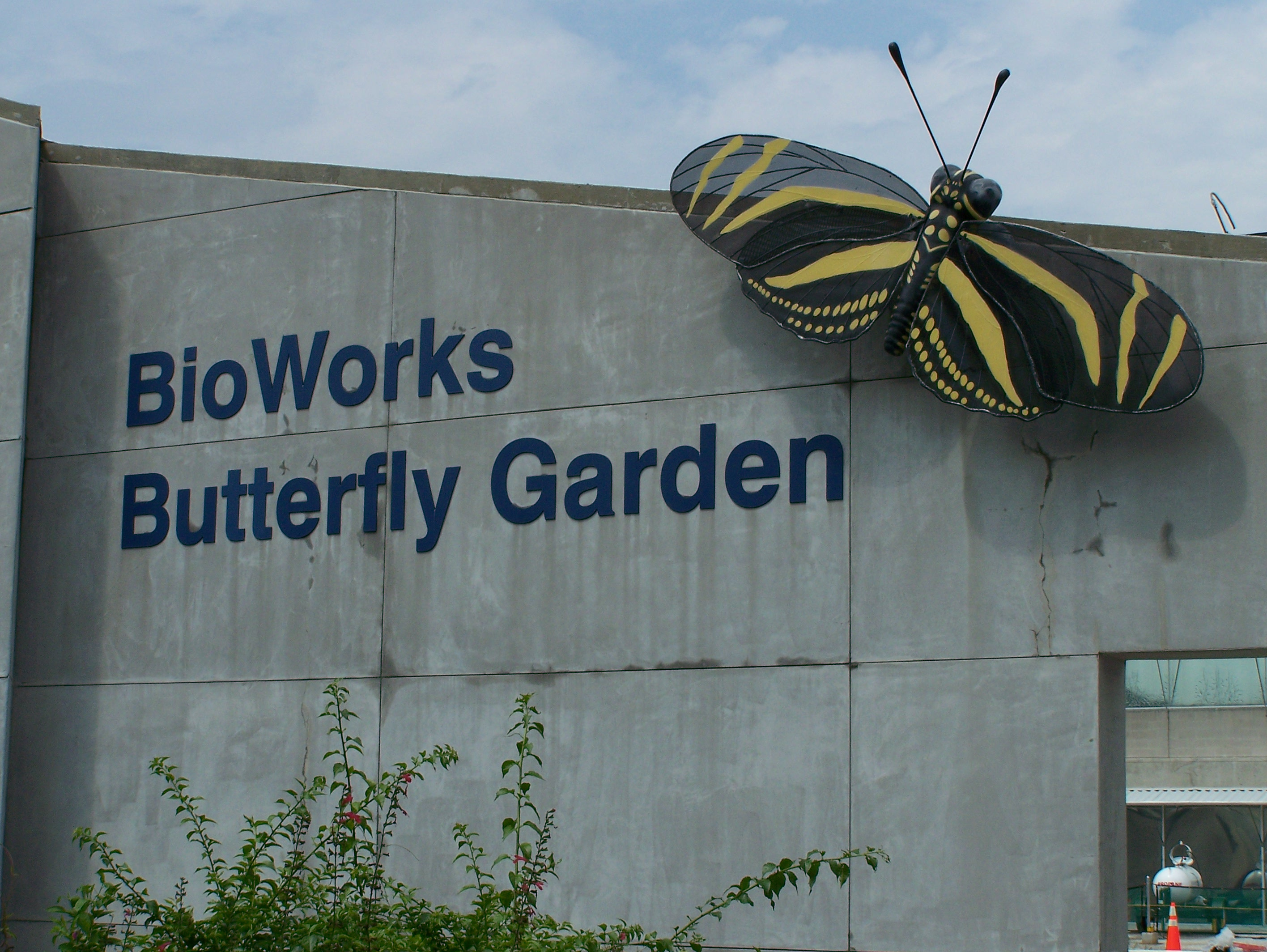

Учасники отримують свідоцтво про успішне завершення навчання. Табори розраховані на учнів середньої школи.